# Muilla
Muilla es un género de plantas herbáceas, perennes y bulbosas perteneciente a la familia de las asparagáceas. Comprende tres especies.

## Taxonomía
El género fue descrito por S.Watson ex Benth. & Hook.f. y publicado en Genera Plantarum 3: 801. 1883. La especie tipo es: Muilla maritima (Torr.) S.Watson ex Benth. in G.Bentham & J.D.Hooker.

## Especies
A continuación se brinda un listado de las especies del género Muilla aceptadas hasta marzo de 2011, ordenadas alfabéticamente. Para cada una se indica el nombre binomial seguido del autor, abreviado según las convenciones y usos, y la publicación válida. Finalmente, para cada especie también se detalla su distribución geográfica.
- Muilla coronata Greene, Pittonia 1: 165 (1888). Sudoeste de California a sudoeste de Nevada.
- Muilla maritima (Torr.) S.Watson ex Benth. in G.Bentham & J.D.Hooker, Gen. Pl. 3: 801 (1883). California a México (Norte de Baja California).
- Muilla transmontana Greene, Pittonia 1: 73 (1887). Noreste de California a Noroeste de Nevada.